# Sidste akt
Sidste akt er en dansk film fra 1987, skrevet og instrueret af Edward Fleming efter et skuespil af Noël Coward.

## Medvirkende
- Birgitte Federspiel
- Mime Fønss
- Kirsten Rolffes
- Holger Juul Hansen
- Else Petersen
- Elin Reimer
- Tove Maës
- Erni Arneson
- Jytte Breuning
- Lily Broberg
- Gerda Gilboe
- Berthe Qvistgaard
- Ebbe Rode
- Lillian Tillegreen